# Tvärstjärtad drongo
Tvärstjärtad drongo (Dicrurus ludwigii) är en fågel i familjen drongor inom ordningen tättingar.

## Utseende och läte
Tvärtstjärtad drongo är en liten helsvart medlem av familjen med endast något kluven stjärt. Den är mycket lik glansdrongon, men har mindre glansig svart fjäderdräkt och rödare öga. Den explosiva sången är en varierad blandning av visslingar, skrin och raspiga ljud.

## Utbredning och systematik
Tvärstjärtad drongo delas numera vanligen in i fyra underarter:
- Dicrurus ludwigii muenzneri – förekommer från södra Somalia till östra Kenya och södra Tanzania
- Dicrurus ludwigii saturnus – förekommer i Angola, Zambia och södra Demokratiska republiken Kongo (Katanga)
- Dicrurus ludwigii ludwigii – förekommer i Swaziland och södra Moçambique till Sydafrika (Östra Kapprovinsen)
- Dicrurus ludwigii tephrogaster – förekommer i södra Malawi Moçambique och östra Zimbabwe

Smådrongo (D. sharpei) behandlades tidigare som en del av tvärtstjärtad drongo.

## Levnadssätt
Tvärstjärtad drongo hittas i öppen skog och buskmarker. Jämfört med den vanliga arten klykstjärtad drongo är den inte lika framträdande och synlig. Den ses ofta i par. 

## Status
Arten har ett stort utbredningsområde och beståndet anses vara stabilt. Internationella naturvårdsunionen IUCN listar den därför som livskraftig (LC).

## Namn
Fågelns vetenskapliga artnamn hedrar den tyske botanikern Karl Ferdinand Heinrich Freiherr von Ludwig (1784-1847), verksam i Sydafrika 1805-1847.